# Đảng Phát triển Dân tộc Thái Lan
Đảng Phát triển Dân tộc Thái Lan, còn gọi là Đảng Chart Thai Pattana, (tiếng Thái: พรรคชาติไทยพัฒนา, Chuyển tự Hoàng gia: Chat Thai Phatthana) là một đảng chính trị Thái Lan. Đảng được thành lập vào ngày 18 tháng 4 năm 2008 nhằm chuẩn bị cho phán quyết của Tòa án Hiến pháp Thái Lan giải thể Đảng Dân tộc Thái Lan. Nhiều cựu thành viên của Đảng Dân tộc Thái Lan đã gia nhập Đảng Phát triển Dân tộc Thái Lan.
Đảng có cơ sở vững chắc ở tỉnh Suphan Buri. Lãnh đạo đầu tiên của đảng là Chumpol Silpa-archa , em trai của cựu thủ tướng Banharn Silpa-archa, người đã bị Tòa án Hiến pháp Thái Lan cấm tham gia chính trường. Đảng này từng gia nhập liên minh với Đảng Dân chủ vào năm 2008, liên minh với Đảng Vì nước Thái năm 2011, liên minh với Đảng Quyền lực Nhà nước Nhân dân năm 2019, và một lần nữa liên minh với Đảng Vì nước Thái vào năm 2023.